# Städtisches Rurtalgymnasium Düren

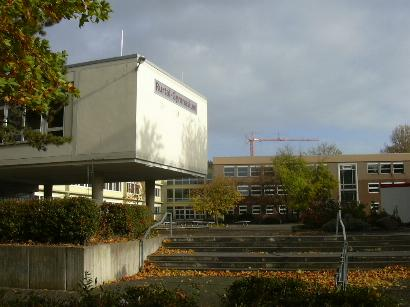
Das Rurtalgymnasium

Das Städtische Rurtalgymnasium Düren – abgekürzt RTG – ist ein Gymnasium in Düren, Nordrhein-Westfalen.

## Geschichte
Die Schule wurde 1880 als „Städtische höhere Töchterschule“ in Düren gegründet. 1909 wurde aus der Töchterschule ein Lyzeum. Die Berechtigung zum Studium konnte ab 1921 durch die Anerkennung als Oberlyzeum erteilt werden. Von 1945 bis 1950 hieß die Schule „Städtische Studienanstalt für Mädchen“, danach wurde sie in „Städtisches neusprachliches Mädchengymnasium“ umbenannt.
Das heutige Rurtalgymnasium ist aus der 1880 eröffneten Städtischen Höheren Töchterschule und der im gleichen Jahre in Betrieb genommenen Privaten Katholischen Höheren Mädchenschule entstanden. Die Vereinigung erfolgte, als bei der Auflösung des Katholischen Lyzeums in der NS-Zeit die Lehrkräfte und die Schülerinnen von der „Städtischen Oberschule für Mädchen“ übernommen wurden. Die Geschichte des Städtischen Mädchengymnasiums begann am 10. April 1880 mit der Gründung der „Städtischen Höheren Töchterschule“, die im ehemaligen Quadrum des Ursulinenklosters an der Kölnstraße 58 untergebracht war. 1909 folgte die Anerkennung als Höhere Lehranstalt, die dem Provinzial-Schulkollegium in Koblenz unterstellt war. Drei Jahre später (1912) erhielt die Schule die neue Bezeichnung „Städtisches Lyzeum“. Noch während des Ersten Weltkrieges wurde beschlossen, die wissenschaftlichen Klassen eines Oberlyzeums anzugliedern, die 1918 erfolgte. Bei der Auflösung des Katholischen Lyzeums 1938 wurden die Lehrkräfte und Schülerinnen im Hauptgebäude, eine Doppelanstalt mit sprachlicher und hauswirtschaftlicher Oberstufe, in der Tivolistraße 1 untergebracht. Der Westteil des Quadrums in der Kölnstraße 58 wurde wie bisher weiter als Nebengebäude genutzt. Das nun neu mitgenutzte Schulgebäude in der Tivolistraße wurde beim Luftangriff auf Düren 1944 stark beschädigt. Erst 1946 konnte der Schulbetrieb unter der kurzfristige Bezeichnung „Städtische Studienanstalt“, zusammen mit dem Stiftischen Gymnasium und dem Städtischen Mathematisch–Naturwissenschaftlichen Gymnasium in der Tivolistraße bezogen werden. 1949 wurde die Schule in den Südflügel der Ostschule, An St. Bonifatius 2, verlegt. 1950 bekam die Schule die Bezeichnung „Städtisches Mädchengymnasium“. Zehn Jahre später wurde die Reifeprüfungsordnung geändert und die Umstellung auf die Oberstufe vollzogen.
Der erste Spatenstich für den Neubau erfolgte im September 1961, die offizielle Einweihung am 27. Oktober 1964. Den jetzigen Namen erhielt das Gymnasium im Jahre 1975. Seit diesem Jahr werden auch Jungen an der Schule unterrichtet (Koedukation).

## Schüleraustausch
- I.I.S. "Racchetti - da Vinci" (Crema, Lomberdai, Italien)

## Bekannte ehemalige Schüler
- Marlies Sieburg (* 1959), ehemalige Bürgermeisterin von Kerpen
- Ina Hagenau (* 1982), Sängerin
- Joybrato Mukherjee (* 1973), Wissenschaftler

## Sonstiges
- Die Schule hat zwei Turnhallen, davon ist eine durch Einsturzgefahr nicht mehr in Benutzung.
- Am 11. März 2008 wurde die Schule, neben nur 11 weiteren Schulen in NRW, mit dem Zertifikat „Schule der Zukunft in NRW“ ausgezeichnet.[3]
- In 2011 wurde das Gymnasium zum Ganztagsgymnasium umgewandelt. Am 5. April 2010 erfolgte der erste Spatenstich für die notwendigen Baumaßnahmen.